# Jokioinen
Jokioinen (Jockis en suédois) est une municipalité du sud-ouest de la Finlande, dans la région du Kanta-Häme.

## Histoire
Si le lieu est habité en permanence dès le XIVe siècle, l'histoire de Jokioinen commence véritablement avec la fondation du manoir de Jokioinen en 1562. Il devient rapidement le plus important manoir de Finlande (avec 36 000 hectares vers 1770), et regroupe encore au début du XXe siècle la grande majorité de l'industrie de la commune (scierie, matériaux de construction, forge, production de sucre...). Il fut fractionné et partiellement nationalisé en 1918. Peu avant, les propriétaires avaient largement financé une voie ferrée à écartement réduit jusqu'à Humppila, qui contribua fortement au développement économique de la commune jusqu'à sa fermeture en 1974.
La paroisse devient autonome en 1693, et la commune est fondée en 1873, après séparation avec Tammela.
Après des temps difficiles au cours des années 1960 et 1970 marquées par une diminution importante de la population, la commune est aujourd'hui une banlieue tranquille de la petite ville de Forssa, à la population stable.

## Géographie
Malgré sa petite taille, la commune compte quand même 14 villages. Le centre administratif se situe à 9 km à l'ouest du centre de Forssa, traversé par la rivière Loimijoki.
La commune est traversée par la route nationale 10 reliant Turku à Hämeenlinna, mais aussi par la route nationale 2 entre Helsinki et Pori.
Outre Forssa à l'est, les communes voisines sont Tammela à l'est, Humppila au nord, Ypäjä à l'ouest et Somero au sud (Finlande du Sud-Ouest).

## Démographie
Depuis 1980, la démographie de Jokioinen a évolué comme suit, :
| Année      | 1980  | 1985  | 1990  | 1995  | 2000  | 2005  |
| ---------- | ----- | ----- | ----- | ----- | ----- | ----- |
| population | 5 025 | 5 369 | 5 573 | 5 675 | 5 677 | 5 754 |

| Année      | 2010  | 2015  | 2020  |
| ---------- | ----- | ----- | ----- |
| population | 5 720 | 5 425 | 5 139 |

## Économie
En 2019, l'activité économique de Jokioinen est répartie en emplois primaires 6,6 %, transformation 26,6 %, services 65,4 %.

### Principales sociétés
En 2020, les principales entreprises de Jokioinen par chiffre d'affaires sont :
| Société                   | C.A.  |
| ------------------------- | ----- |
| Uusioaines Oy             | 13 M€ |
| Jokioisten Leipä Oy       | 12 M€ |
| FM-Haus Oy                | 11 M€ |
| Jarkir Oy                 | 11 M€ |
| Jomet Oy                  | 10 M€ |
| Boreal Kasvinjalostus Oy  | 9 M€  |
| Osatori Oy                | 4 M€  |
| Jokioisten Muototeräs Oy  | 3 M€  |
| Jokioisten Lankatehdas Oy | 3 M€  |
| Lemmikkileipuri           | 3 M€  |

### Principaux employeurs
En 2020, les principaux employeurs sont:
| Employeur                  | Emplois |
| -------------------------- | ------- |
| Luke                       | 318     |
| Municipalité de Jokioinen  | 173     |
| Jokioisten Leipä Oy        | 85      |
| Boreal Kasvinjalostus Oy   | 72      |
| Jokioisten Maanrakennus Oy | 50      |
| FM-Haus Oy                 | 40      |
| Pita Factory               | 10      |
| Leipurin Tuoteapu Oy       | 24      |

## Personnalités liées à Jokioinen
- Karl Fazer (1866–1932), fondateur de Fazer, décédé à Jokioinen
- Miina Sillanpää (1866–1952), politicienne social-démocrate, née à Jokioinen
- Anneli Saaristo (1949-), chanteuse, née à Jokioinen

## Galerie

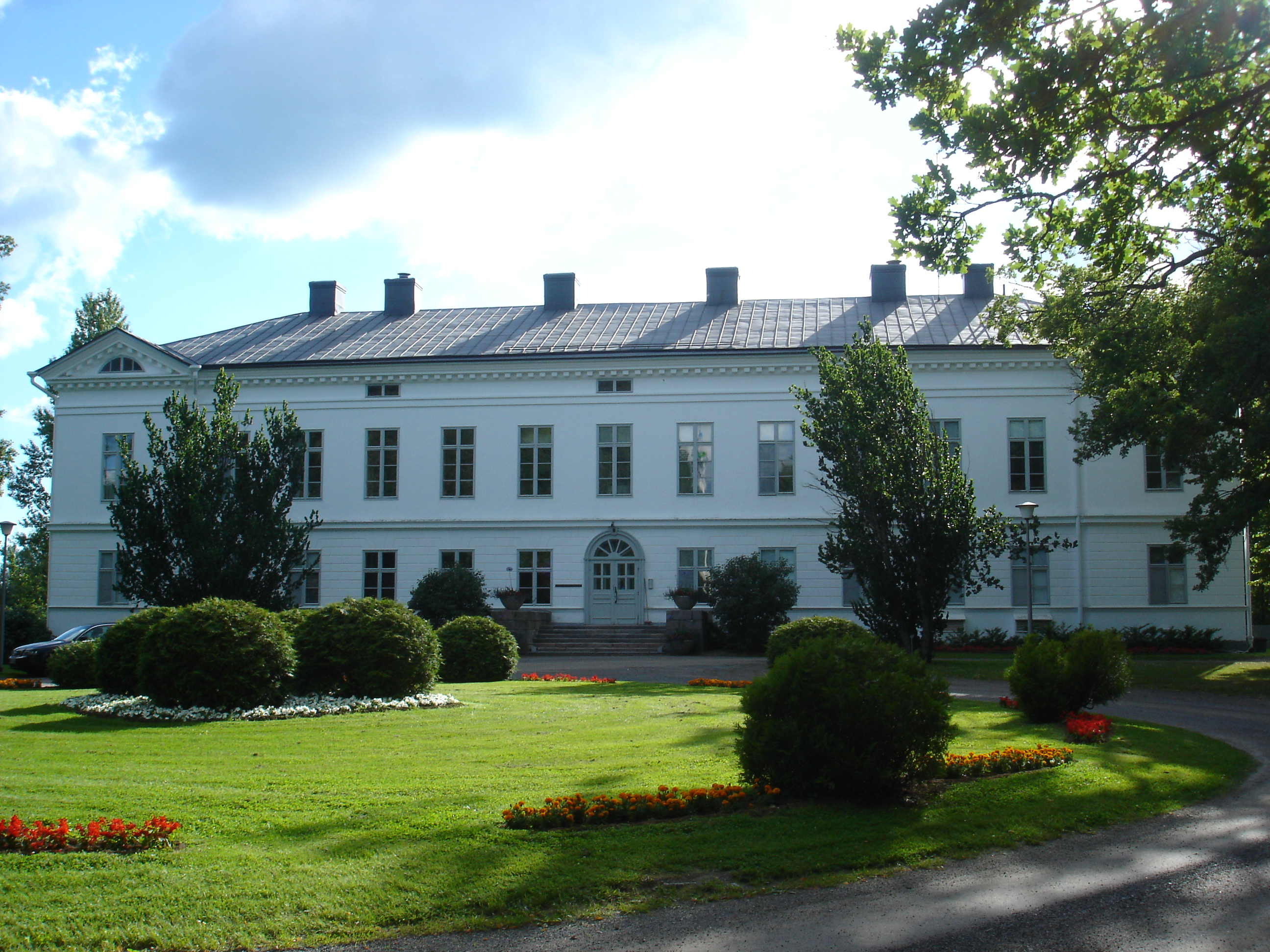
Bâtiment principal du manoir de Jokioinen.
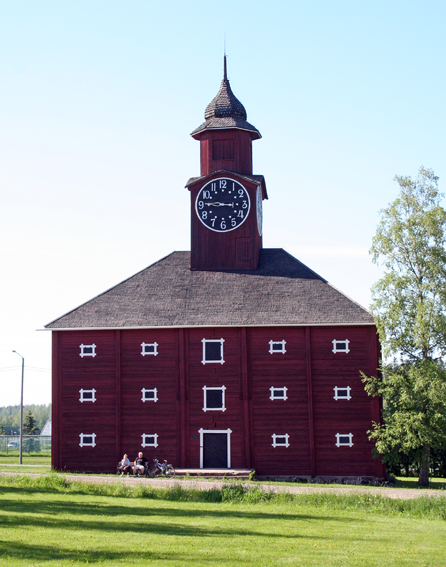
Grenier du manoir.
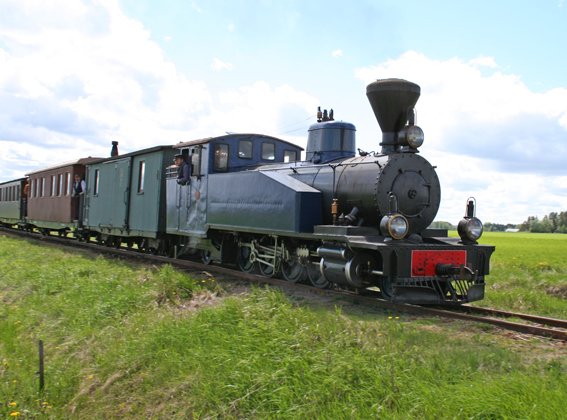
Chemin de fer-musée.

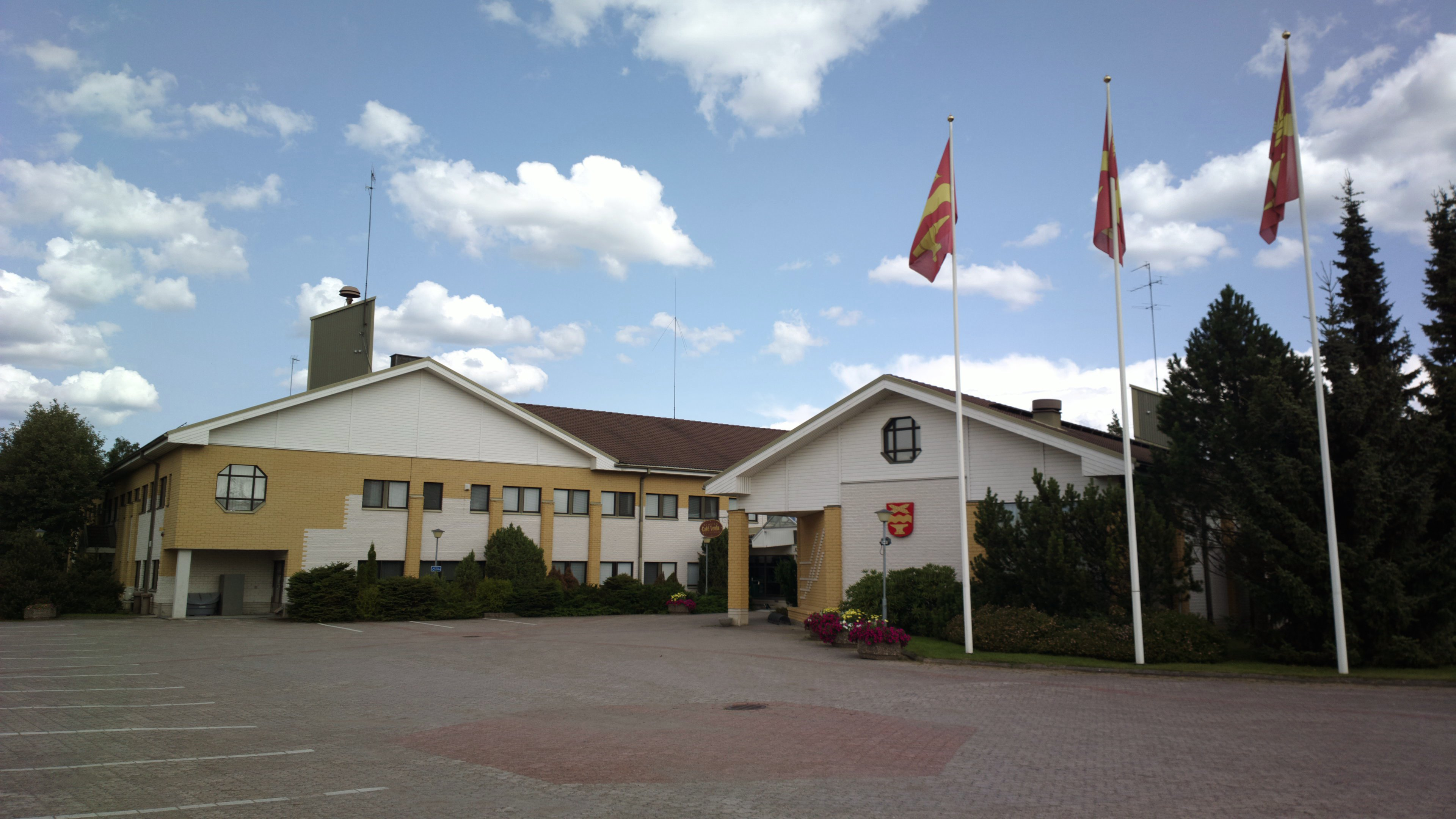
Mairie de Jokioinen.
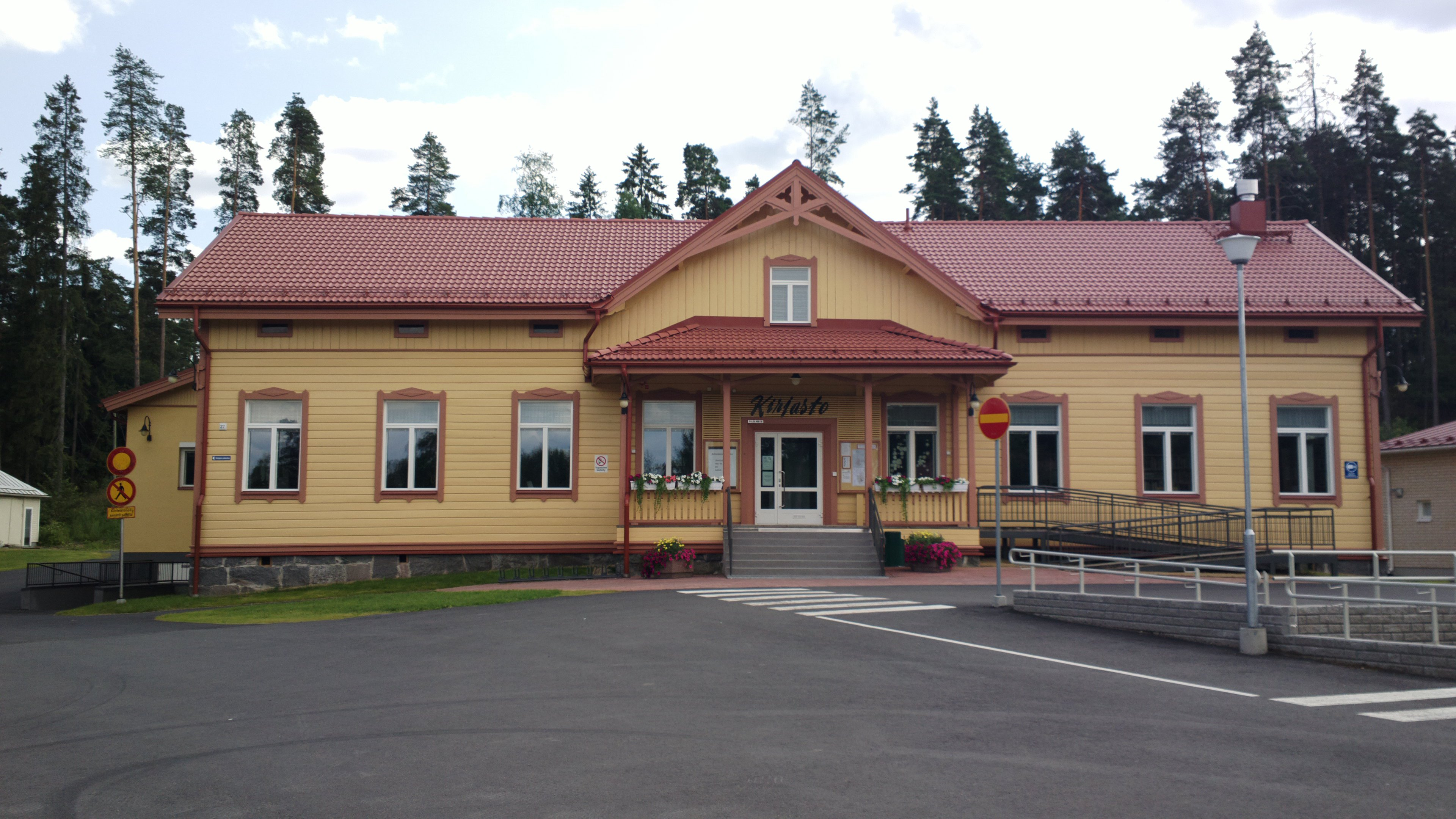
Bibliothèque de Jokioinen.
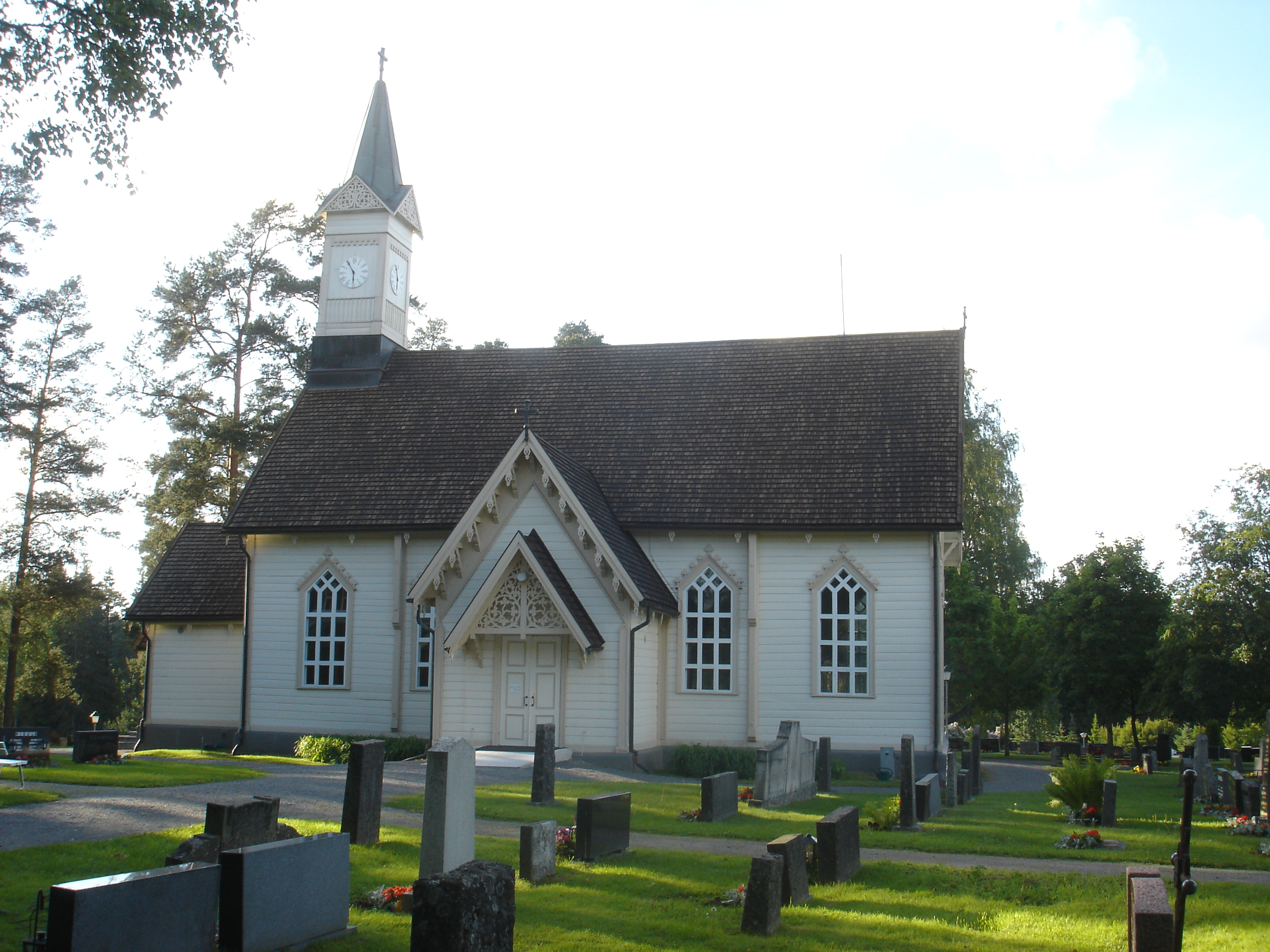
Église de Jokioinen.